# Витражи Патриархов
«Витражи Патриархов» — повесть харьковских писателей Дмитрия Громова и Олега Ладыженского, пишущих под псевдонимом Генри Лайон Олди. Входит в цикл фантастических произведений «Бездна голодных глаз».

## Сюжет
Человек с Земли, пилот патрульного корвета Чужой (будущий Мастер) в результате аварии попадает в иной мир, напоминающий западноевропейское Средневековье. В этом мире стихи имеют силу заклинаний и любые рифмованные строки, называемые там витражами, могут управлять силами природы (но складывать слова в витражи доступно только избранным: вольным Мастерам, живущим за городом в системе каризов, и придворным магам Ложи). Сначала Чужой ничего не знает о силе витражей и, машинально декламируя любимые стихи из прошлой жизни, удивляется достигнутому эффекту. Чужак, гениально складывающий слова в витражи, вызывает интерес как придворных магов правящего дома, так и вольных Мастеров.
Город, где происходит действие повести, граничит со Степью, населённой кочевниками (упурками), иногда нападающими на Город, но бессильными перед магами Ложи. Однако на этот раз новый владыка упурков призывает магию Чёрного Ветра, обращающую свободных людей в рабов. Единственное, что можно противопоставить Чёрному Ветру, — это витраж Пяти стихий, который уже давно начал писать, но так и не закончил писать Верховный Патриарх (Сарт). Чужой, узнав витраж, решает дописать его.
Утром на поле боя Магистр и Чужой надиктовывают этот витраж; он «взрывает» магию волшебного мира, и слова теряют силу стихий, зато кочевники отступают.

## Главные герои
- Чужой, он же Мастер — главный герой, пришелец из иного, возможно параллельного мира.
- Аль-Хиро — принцесса, правительница Города.
- Верховный мастер Ложи — глава придворных магов.
- Магистр — глава оппозиционных мастеров.
- Бродяга — немой подмастерье, бежавший из Степи обратно в Город.

## Художественные особенности
Хотя «Витражи Патриархов» относятся к жанру фэнтези, традиционно воспринимаемому как принадлежащий массовой культуре, в действительности повесть относится к литературным произведениям, формирующим так называемое «срединное» поле литературы. С литературным «низом» «Витражи Патриархов» сближает увлекательный сюжет, волшебный мир, где происходит действие, главный герой, обладающий сверхспособностями, и др. Но при этом присутствует напряжённая игра с «чужим» словом, сложная архитектоника, философские проблемы, неоднозначность персонажей — все эти особенности сближают «Витражи Патриархов» с образцами высокой словесности.
Очень значима в «Витражах Патриархов» интертекстуальная составляющая. «Наивный» читатель, привыкший к массовой литературе, не опознающий наличие «чужих» текстов, сумеет прочесть лишь верхний, сюжетный пласт повести и, скорее всего, воспримет её как обычное фэнтези, в котором основную роль играют динамичный, захватывающий сюжет и подробное изображение вымышленного мира, где происходит действие. Но Олди прибегают к жанру фэнтези не ради фантастического антуража: на первом плане в повести находятся переживания героя, а фантастический и сказочный элемент имеет вспомогательное, второстепенное значение.
В «Витражах Патриархов» отсутствует такая составляющая массовой литературы, как счастливый финал, связанный с восстановлением нарушенного миропорядка. В финале Чужой, спасши мир витражей от упурков, не становится, вопреки канонам массового фэнтези, героем-победителем, так как магия витража Пяти стихий лишает слова их силы. Авторы, в отличие от массовой литературы, делают акцент на утрате ценностных ориентиров, обострении проблемы самоидентификации героя.

## Претексты
Как эпиграф к «Витражам Патриархов» используется стихотворение Н. Гумилёва «Слово», оно же выступает как стержневой претекст и определяет сюжет повести, её композицию, проблематику и образную систему. В качестве эпиграфа приведено не всё стихотворение целиком, а лишь его первые две строфы и последняя. Три центральные пропущенные строфы соответствуют в свёрнутом виде сюжету «Витражей Патриархов», а приводимые две первые строфы описывают особенности мира, в который попадает Чужой. Последняя же строфа предопределяет финал: мир, где слова повелевали стихиями, становится миром «мёртвых слов». Повесть Олди словно бы встраивается в текст стихотворения.
«Витражи», использованные в повести
- «Песнь песней» Соломона[2] — неточная цитата в словах Чужого: «Прекрасна ты, возлюбленная моя, как столица…»
- Александр Галич «Письмо в семнадцатый век»[2]: «Госпожа моя, триста лет…», и «Простите меня, о моя госпожа…»
- Иосиф Бродский «На смерть Т. С. Элиота»[2]: «Читающие в лицах, маги, где вы? Сюда! И поддержите ореол»
- Максимилиан Волошин «Подмастерье»[2]: «Мне было сказано: Не светлым лирником, что нижет…» и далее.
- Николай Гумилёв «Молитва мастеров»[2]: «Я помню древнюю молитву мастеров…»
- Николай Гумилёв «Выбор»[2]: «Созидающий башню сорвется…»
- Якутское народное сказание (олонхо) «Нюргун Боотур Стремительный»[2] в переводе П. А. Ойунского, сильно переработанные и собранные в единый стихотворный текст отрывки: «Это было, когда начало изначальное рассветало…» В реальности «Бездны голодных глаз» — часть эпоса упурков, «Адьярай-упурко айыы».
- Стихотворение Александра Галича «Прилетает по ночам ворон…»[2] в словах Чужого.
- Дмитрий Кедрин «Бродяга»[2]: «Есть у каждого бродяги…»
- Николай Гумилёв «Пьяный дервиш»[2]. Это витраж, «взорвавший» магию мира Города. В реальности «Бездны» его сочинил Сарт.
- Николай Гумилёв «Молитва»: «Солнце свирепое, солнце грозящее…» и далее.

Кроме того, в «Витражах Патриархов» отчётливо проступает интертекст «Мастера и Маргариты» Булгакова, пьесы «Обыкновенное чудо» Е. Шварца и др. Так, последние строки «Витражей Патриархов» отсылают к Ивану Бездомному из «Мастера и Маргариты», из поэта превратившемуся в единственного ученика Мастера, а затем в профессора, забыв и о поэзии, и о Мастере. Сходная судьба характерна и для Чужого, ставшего магом, управляющим стихиями, а потом вновь оказавшегося в мире «мёртвых» слов
В отличие от произведений массовой литературы, интертекст которой, как правило, ограничивается произведениями, не выходящими за рамки школьной программы, и которой не присуща завуалированность интертекстуальных сигналов (то есть чаще всего используются атрибутированные цитаты), Олди в качестве «витражей» используют поэтические тексты, бо́льшая часть которых, по-видимому, не будет опознана массовым читателем, и функционирование этих претекстов в «Витражах Патриархов» тяготеет к имплицитности, завуалированности, в результате «наивный» читатель может решить, что приводимые стихотворения написаны самими Олди.
Выбор претекстов авторами чаще всего предопределяется их перекличкой с сюжетом и мотивами повести. Текст-источник может почти полностью определять содержательно-структурную сторону повести или лишь частично — например, «Слово» Гумилёва определяет поэтику «Витражей Патриархов» в целом, а его же «Выбор» — лишь поэтику отдельной главы (носящей название «Бродяга»). Сюжет этой главы с большой точностью дублирует фабулу стихотворения, включая новеллистический поворот в финале.
В качестве витража Пяти стихий в повести используется стихотворение «Пьяный дервиш» Гумилёва. На сюжетном уровне он перекликается с «Витражами Патриархов» лишь точечно: они связаны друг с другом мотивом любви. Однако выбор этого стихотворения как главного и финального витража предопределён не столько мотивом любви, сколько многоплановостью символики «Пьяного дервиша» и многозначностью его прочтения. Например, слово «друг» в стихотворении (в строке «Мир лишь луч от лика друга, все иное тень его!») может означать Высшую Силу, Созидающее Начало, Рай, Солнце, Любовь. Центральный образ стихотворения, дервиш, намекает на одну из главных тем творчества Гумилёва: поэта и поэтического бремени. Повесть «Витражи Патриархов» и творчество Гумилёва сближают друг с другом восприятие поэта как мага и жреца, которому сила слова даёт неограниченную власть над реальностью, при этом плата за власть над словом как в творчестве Гумилёва, так и у Олди очень высока: поэт, как правило, — отщепенец и изгой.